# Kunstverlag Weingarten
Der Kunstverlag Weingarten (auch Weingarten Verlag) wurde 1976 in Weingarten gegründet und ist heute einer der bedeutendsten Bildkalenderverlage in Deutschland sowie in zahlreichen anderen Ländern weltweit. Jährlich erscheinen über 200 verschiedene Kalender; thematische Schwerpunkte sind die Malerei des späten 19. und des 20. Jahrhunderts, Fotokunst, Landschaftsfotografie, Puppen und historisches Spielzeug und das Stuttgarter Ballett. 
Außer Kalendern hat der Verlag eine große Auswahl von Kunst- und Fotokunstkarten im Programm.
Das Buchprogramm des Verlags, das die Kalenderproduktion ergänzte, wurde im Jahr 2004 eingestellt. Schwerpunkte waren die Bildende Kunst des 19. und 20. Jahrhunderts, künstlerische Fotografie, ausgefallene Kochbücher und altes Spielzeug.
Am 1. Januar 2006 übernahm die Firmengruppe Bibliographisches Institut & F. A. Brockhaus den Verlag, welcher von der Der Kalenderverlag GmbH weiter geführt wurde. Seit dem 1. April 2008 ist der Verlag in die Holding Athesia Kalenderverlag integriert. 